# Taytay (Palauã)
Taytay é um município de primeira classe de renda municipal (d) na província de Palauã, nas Filipinas. De acordo com o censo de 1 de maio  de  2020 possui uma população de 83 357 pessoas e 19 482 domicílios. 